# Constitución de 17 artículos
La Constitución de 17 artículos (十七条憲法 jūshichijō kenpō?) es un documento autorizado por el Príncipe Shōtoku en 604, y descrito en el Nihon Shoki en 720. Este código fue adoptado en el reino de la Emperatriz Suiko. El énfasis del documento es que no es una serie de leyes básicas en la que el Estado fue gobernado, como uno lo vería en una constitución moderna, sino como un documento budista y confucianista enfocado en la moralidad y virtudes que se esperaban de los oficiales del gobierno y los sujetos del emperador para dar ejecución al Estado, donde el emperador era la máxima autoridad.

## Sinopsis de los artículos

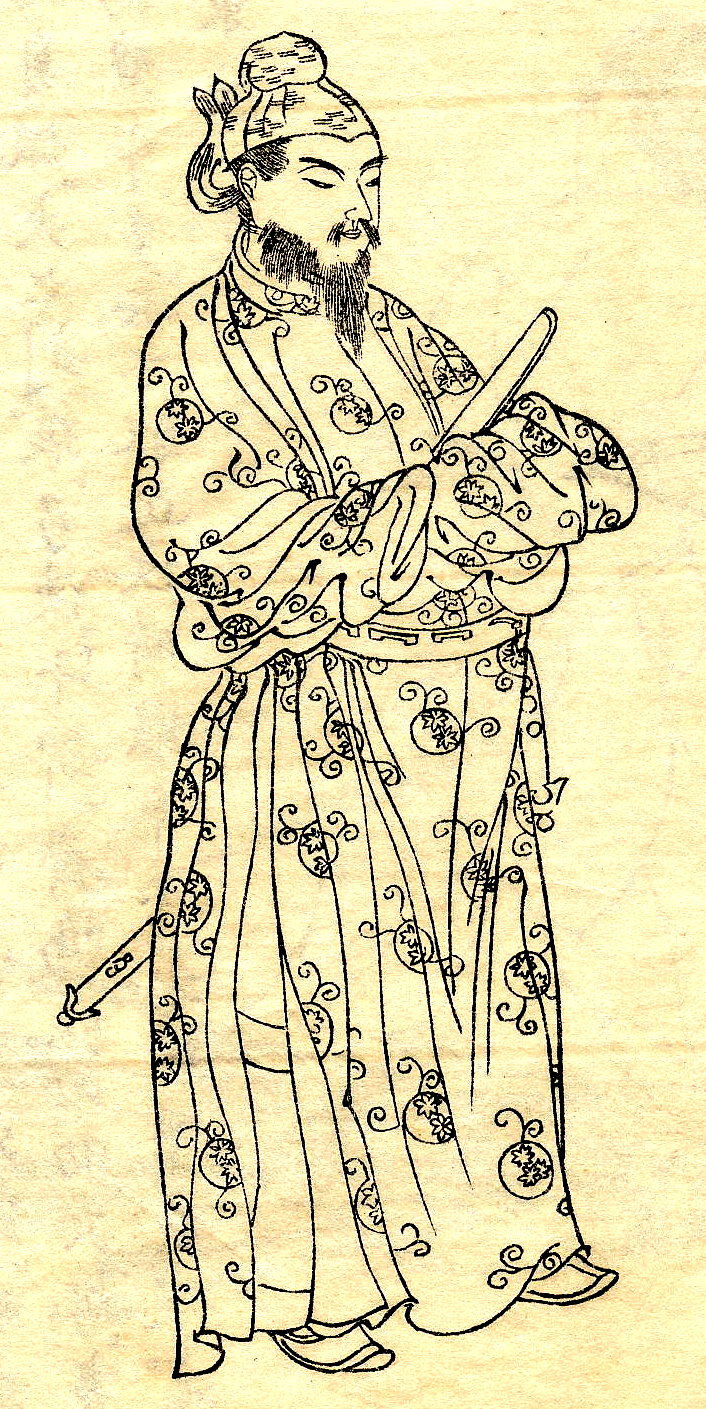
Ilustración del Príncipe Shōtoku, propulsor de la Constitución.

- Primer artículo: El pueblo debe valorar la armonía y evitar la oposición sin sentido.
- Segundo artículo: El pueblo debe venerar sinceramente los tres tesoros: Buda (el budismo), Dharma (su enseñanza) y Sangha (la comunidad monástica).
- Tercer artículo: El pueblo debe respetar y seguir las órdenes imperiales.
- Cuarto artículo: Los burócratas deben seguir el sentido de la justicia.
- Quinto artículo: Los burócratas no deben ser sobornados y deben gobernar con sinceridad.
- Sexto artículo: El pueblo debe tener buena conducta y corregir la mala conducta de las personas.
- Séptimo artículo: Cada burócrata tiene su rol y debe trabajar justamente, sin abusar su autoridad.
- Octavo artículo: Los burócratas deben trabajar desde muy temprano hasta muy tarde, porque tienen mucho trabajo por hacer.
- Noveno artículo:  Los burócratas deben ser honrados y sinceros.
- Décimo artículo: El pueblo debe despojarse del enojo y del enfado, y no deben demostrarlo a otros, porque cada persona tiene su propia idea.
- Decimoprimer artículo: Los burócratas deben fomentar o castigar al pueblo de manera justa y correcta.
- Decimosegundo artículo: Los burócratas no deben recaudar impuestos al pueblo para su propio beneficio, porque no existen dos gobernantes al mismo tiempo, el emperador es el único gobernante.
- Decimotercer artículo: Los burócratas deben comprender bien los cargos de sus antecesores y cumplirlos sin problemas al ser designados en el puesto.
- Decimocuarto artículo: Los burócratas no deben ser celosos de otros burócratas.
- Decimoquinto artículo: Los burócratas deben cumplir sus cargos sin ningún propósito en particular.
- Decimosexto artículo: Los burócratas deben elegir y considerar el mejor momento para trabajar con el pueblo.
- Decimoséptimo artículo: El pueblo no debe decidir solo, debe consultar con otras personas y decidir juntos.

## Validez
El grado con el que el documento se ajusta en la definición de «constitución» está sujeto a debate. Mientras que introduce principios de gobierno similares al preámbulo de constituciones modernas como la Constitución de los Estados Unidos, carece de otros elementos esperados. Para William Theodore de Bary, experto en estudios orientales, la 'constitución' del Príncipe Shōtoku hace más énfasis en la moral básica y en los valores espirituales que en la codificación detallada de las leyes y su aplicación.
La constitución mantuvo su validez hasta la introducción del Ritsuryō a finales del siglo VII. Se argumenta frecuentemente que aquellos aspectos que no contradicen por cualquier legislación subsecuente aún se mantuvieron válidos en 1890 cuando se instituyó la Constitución Meiji, y que permanecen en la actualidad.